# 浪花いろは節
『浪花いろは節』（なにわいろはぶし）は、関ジャニ∞の楽曲。テイチクレコードから1枚目のシングルとして、2004年8月25日に関西地区限定で発売され、同年9月22日には全国で発売された。本作をもってメジャーデビューを果たした。

## 概要
- 自身のメジャーデビュー作、かつデビューシングルである。
- CDは関西限定盤、全国盤の1形態ずつで発売。
- グループ結成時から使用してきたグループ名である「関ジャニ8」の「8」の文字を90°回転し、「関ジャニ∞」に改めてのCDデビューとなる。
- 表題曲「浪花いろは節」は、日々の苦労も忘れ、歌って踊ろうという明るいノリの歌詞を、河内音頭を思わせる曲調に乗せて歌う楽曲となっている[5]。
  - 同曲は2004年7月19日に開催されたイベント『1万人のやぐらダンス』のために制作され、同イベントにて初披露された[12]。
  - その後、同曲がデビューシングルの表題曲として発売が決定した。
  - テレビ東京系『裏ジャニ』のエンディング・テーマとして起用された[13]。
- 両形態共通のカップリングとして「Cool Magic City」を収録[14][15]。
- 全国盤の初回プレスには、NEWS（小山慶一郎、山下智久、増田貴久、加藤成亮、手越祐也、草野博紀）・KAT-TUN（亀梨和也、赤西仁、田口淳之介、田中聖、上田竜也、中丸雄一）からのメッセージCDが付属し、デビューを祝う内容が収められている[注 1][8]。
- 本作全国盤の発売日である9月22日は、関ジャニ∞の全国メジャーデビュー日であるほか、当時メンバーの渋谷すばるの誕生日でもある。
- 2024年1月1日、デビュー20周年を記念し、過去にリリースされた全楽曲が各種音楽ダウンロードサービス、サブスクリプションサービスで配信されることに伴い、表題曲「浪花いろは節」がベストアルバム『8EST』の収録曲、同年1月24日には同曲がミニアルバム『感謝=∞』の収録曲[注 2]として配信開始され、同年1月31日には本作の全収録曲の配信も開始された[16][17][18]。

## デビューの経緯
- 2004年7月29日、都内で会見を行い、デビューが発表された[5]。
  - ジャニーズ事務所に所属するアーティストが演歌でデビューするのは初であり、当時同事務所の社長であったジャニー喜多川は「日本には演歌が必要。これをきっかけにブームが起きればと思っています」と抱負を語り、発売レコード会社であるテイチクエンタテインメントの飯田久彦社長も「演歌という枠にとどまらない、新しいジャンルをつくることにつながれば」とコメントした[5]。
  - ジャニー喜多川は関ジャニ∞に対し「面白いキャラクターを持つグループ。新しい試みをさせたかった」と明かし、購買層が中高年中心である演歌界に「演歌の魅力を若い層にも広げたい」と参入のプランを立てた[5]。一方でテイチクエンタテインメント側は、「新しいスタイルの演歌を確立できる」とジャニーズとのタッグを快諾した[5]。
  - 関西限定盤の発表当時は「反響次第で全国発売の可能性もある」としていたが[5]、全国からも発売を切望する声が起きるなどの反響を受け、全国での発売が決定した[8]。
- 2004年9月8日、本作の全国発売が決定し、前述のテイチクエンタテインメントのビルの屋上[19]でメンバーが会見を行った[8]。
  - 渋谷は「地元関西を盛り上げることができたんで、その雰囲気を1人でも多くの人に轟かせてやろうと思ってます」とコメントした[8]。
  - 大倉は「世界で信じられない事件が起きていますが、僕らの明るさ、元気さと勢いで吹き飛ばせたら」とコメントした[8]。
  - 関西限定盤が売り切れの店が続出していたことに対し、横山は「売り切れの文字をみて『俺らスゲエなぁ』と自画自賛してました。大阪はこれだけ熱いんやと実感しました」とコメントした[8]。

## 販売形態
- 発売日：2004年8月25日
  - 関西限定盤（TEJ-1：CD）
    - 関西地区限定販売。
- 発売日：2004年9月22日
  - 通常盤：初回プレス分（TECH-8・CD-40888：2CD）
    - 特典CD：NEWS・KAT-TUNからのメッセージCD
    - 全国流通盤。

  - 通常盤（TECH-8：CD）
    - 全国流通盤。
- 発売日：2015年7月1日
  - 通常盤：再発売（JACA-5520：CD）
    - 自身の所属レコード会社を『テイチクエンタテインメント』から『INFINITY RECORDS』へ移籍したため、INFINITY RECORDSより再発売。
- 発売日：2019年7月12日
  - 通常盤：十五催ハッピープライス盤（JSNC-1501：CD）
    - 自身の配信アプリ『関ジャニ∞アプリ』対応のため、15%オフでの再発売。
- 発売日：2024年1月31日
  - 配信作品
    - デビュー20周年を記念した音楽ダウンロードサービスおよびサブスクリプションサービスでの配信[16][17][18]。

## チャート成績
- オリコンチャート
  - 初週37,892枚を売り上げ、2004年9月6日付の「オリコン週間 CDシングルランキング」で週間5位を獲得した[20]。
    - なお、演歌・歌謡部門では初登場1位を獲得した[20]。
    - 演歌・歌謡チャートでのデビューシングルの初登場1位は、島谷ひとみ『大阪の女』（1999年）以来、約5年ぶり史上2組目である[20]。
    - 同チャートでの「順位」「売上枚数」共に演歌のデビューシングルとしては歴代最高である[20]。
    - 演歌のデビューシングルとしては史上初の同チャート総合部門初登場TOP10入りを果たした[20]。

  - その後、同年9月22日に全国盤が発売され、週間85,487枚を売り上げ、2004年10月4日付の「オリコン週間 CDシングルランキング」で週間1位を獲得した[1][2]。
    - 演歌のシングルが総合チャート1位を獲得するのは、石原裕次郎『北の旅人』（1987年）以来、約17年1か月ぶりである[1]。
    - なお、このように全国盤は総合1位を獲得しているが、関西限定盤の発売が8月25日のため、初登場1位という形ではなく、「登場5週目の前週37位からの1位へのジャンプアップ」という形になった[1]。
    - オリコンシングルチャートの総合チャートにおいて、前週30位以下（100位圏内）からの翌週1位獲得は、天地真理『恋する夏の日』（1973年、前週42位）、ピンク・レディー『カメレオン・アーミー』（1978年、前週88位）以来、約25年10か月ぶり史上3作目である[1]。

  - 2004年9月度「オリコン月間 CDシングルランキング」で月間14位を獲得した[3]。
  - 2004年度「オリコン年間 CDシングルランキング」で年間49位を獲得した[4]。

## 収録曲
1. 浪花いろは節 - [3:30]
作詞：MASA
作曲・編曲：馬飼野康二
  - テレビ東京系『裏ジャニ』エンディングテーマ[13]
  - 河内音頭をベースとした楽曲に、ラップを織り交ぜた新しい演歌である[1]。
  - メインボーカルは渋谷すばる、錦戸亮、内博貴が、ラップは丸山隆平・安田章大が務めた。
2. Cool magic city - [4:11]
作詞：TAKESHI
作曲：関淳二郎
編曲：吉岡たく
  - CD収録にあたり、それまで歌詞にあった、スクーターの製品名「ベスパ」を含む一部分が、新たな歌詞に変更された。
3. 浪花いろは節 (オリジナル・カラオケ)
  - CD作品のみ収録。

## 収録作品

### アルバム
浪花いろは節
- 1stミニアルバム『感謝=∞』
- 1stベストアルバム『8EST』
- 配信限定アルバム『関ジャニ∞のいろは』

※5人の再録バージョンおよび1ハーフバージョンを収録。
- 配信限定アルバム『関ジャニ∞のいろは2023』

※5人の再録バージョンおよび1ハーフバージョンを収録。

### シングル
浪花いろは節
- 24thシングル『涙の答え』（通常盤 初回プレス分）

※リミックス音源のメドレーの1曲として収録。

### 映像作品

#### ライブ映像
浪花いろは節
- 1stライブDVD『Excite!!』
- 2ndライブDVD『Spirits!!』
- 舞台DVD『DREAM BOYS』
- 3rdライブDVD『Heat up!』
- 6thライブDVD『COUNTDOWN LIVE 2009-2010 in 京セラドーム大阪』
- 9thライブDVD/Blu-ray『KANJANI∞ LIVE TOUR!! 8EST 〜みんなの想いはどうなんだい?僕らの想いは無限大!!〜』
- 11thライブDVD/Blu-ray『十祭』
- 19thライブDVD/Blu-ray『十五祭』
- 24thライブBlu-ray/DVD『超DOME TOUR 二十祭』

Cool magic city
- 1stライブDVD『Excite!!』
- 2ndライブDVD『Spirits!!』
- 3rdライブDVD『Heat up!』
- 9thライブDVD/Blu-ray『KANJANI∞ LIVE TOUR!! 8EST 〜みんなの想いはどうなんだい?僕らの想いは無限大!!〜』
- 12thライブDVD/Blu-ray『関ジャニズム LIVE TOUR 2014≫2015』
- 19thライブDVD/Blu-ray『十五祭』（Blu-ray盤 特典Blu-ray）
- 20thライブDVD/Blu-ray『KANJANI'S Re:LIVE 8BEAT』（初回限定盤 特典DVD/Blu-ray）
- 24thライブBlu-ray/DVD『超DOME TOUR 二十祭』

## 発売記念イベント
『『浪花いろは節』大握手会』（なにわいろはぶし だいあくしゅかい）は、2004年9月18日にZepp Osakaで開催された、本作のリリースを記念したイベント。

### 開催概要
- 自身が握手会を行うのは初である[23]。
- 本イベントは、本作の関西限定盤がオリコンチャートの演歌・歌謡曲部門で初登場1位、総合5位を獲得した[注 3]ことに感謝するため、メンバーの希望で実現した[23]。
  - 当時メンバーの渋谷すばるは「CDが売れたのはファンの方々のおかげ。感謝と、これからもよろしくという気持ちを込めて握手したい」とコメントした[23]。
- 本作の購入者全員が対象であり、封入された歌詞カードが入場券となっていた[22]。
- 会場となった大阪・Zepp Osakaから約2kmの長蛇の列が続く大盛況となり、来場者数は約4万人を動員した[22]。
- 開催当初は、本イベントの開始時間が当日13時30分からの予定だったが、予想を上回る人数が来場したため、開始時間を45分早め、12時45分から開催された[22]。最終的に当日の20時10分まで本イベントを行い、合計7時間25分のロングイベントとなった[22]。